# Międzynarodowa Federacja Peloty Baskijskiej
Międzynarodowa Federacja Peloty Baskijskiej (hiszp. Federación Internacional de Pelota Vasca, bask. Euskal Pilotaren Nazioarteko Federakuntza, skrót FIPV) – międzynarodowa organizacja pozarządowa, zrzeszająca 31 narodowych federacji peloty baskijskiej.

## Historia
Federacja została założona 19 maja 1929 roku w Buenos Aires z inicjatywy federacji Hiszpanii, Francji i Argentyny.

## Członkostwo
- ARISF
- GAISF
- IWGA

## Dyscypliny
- Pala Corta
- Rubber-paleta
- Paleta-Leather (fronton)
- Paleta-Leather (trinquete)
- Xare
- Cesta Punta
- Frontenis
- Hand-pelota (fronton)
- Hand-pelota (trinquete)

## Mistrzostwa świata
- Mistrzostwa świata w pelocie baskijskiej (od 1952 roku).